# Molsosa
Molsosa (en catalán y oficialmente La Molsosa) es un municipio español de la provincia de Lérida, en la comunidad autónoma de Cataluña. El término municipal, que incluye los núcleos de Anfesta y Prades, tiene una población de 103 habitantes (INE 2024).

## Geografía
El municipio está situado en su extremo sur de la comarca del Solsonés, en el límite con las de Noya y el Bages. Incluye las poblaciones de Anfesta y Prades.

## Historia
Hacia mediados del siglo XIX, el lugar, compuesto por varias masías diseminadas, tenía contabilizada una población de 111 habitantes. Aparece descrito en el decimoprimer volumen del Diccionario geográfico-estadístico-histórico de España y sus posesiones de Ultramar de Pascual Madoz de la siguiente manera:

MOLSOSA: l. cab. del distrito municipal de su nombre, al que están agregados los pueblos de Anfesta, Sampasalas y Prados, en la prov. de Lérida (12 leg.), part. jud. de Solsona (4 1/2) , aud. terr. y c. g. de Barcelona (12), dióc. de Vich (12). Compónese la pobl. de diferentes casas de campo ó masías diseminadas por el terr. y sit. entre montañas y rocas; clima templado, padeciéndose algunos dolores de costado y resfriados: reinan los vientos de O. y N.: hay 12 casas de mala construccion y peores comodidades; una fuente que abastece de agua al vecindario; una igl. parr. (Sta. Maria de la Molsosa) que tiene por anejo la igl. de Prades, y la sirve un cura párroco de segunda clase, nombrado por el diocesano, cementerio junto á la igl. y una ermita dedicada á Sta. Eulalia, sit. en una hondonada. El term. se estiende 1 leg. de N. a S. y otra de E. á O.; confinando por el N. con el de Pinos; E. el de Castellciutat, parte, y parte con el de Boradós; S. el mismo de Boradós, y O. el de Colonge. El terreno es secano, poco productivo y quebrado, con algunas montañas de poca elevacion, llamadas la sierra de Castellciutat y Boradós con otras sin nombre conocido, pobladas todas de pinos, romeros y matorrales; asi mismo abundan las canteras de yeso. caminos: uno de herradura que va de la cap. del part. á Igualada, y otro de Calaf á Cardona, ambos en mal estado: la correspondencia se recibe de dicho Calaf por medio de un encargado al efecto. prod.: trigo, cebada, avena, escanda y vino con escasez; caza de pocas liebres, conejos y perdices. ind.: un molino harinero. pobl.: 16 vec., 111 alm. riqueza imp.: 28,854 rs. contr.: el 14'48 por 100 de esta riqueza.
(Madoz, 1848, p. 470)

## Geografía humana

### Demografía
Cuenta con una población de 103 habitantes (INE 2024).
| Gráfica de evolución demográfica de Molsosa entre 1842 y 2021 |
| |
| Población de derecho según los censos de población del INE Población de hecho según los censos de población del INEEn estos censos se denominaba Molsosa: 1842, 1857, 1860, 1877, 1887, 1897, 1900, 1910, 1920, 1930, 1940, 1950, 1960, 1970 y 1981 Entre el censo de 1857 y el anterior, crece el término del municipio porque incorpora a 255020 (Anfesta), 255293 (Prades) |

| 1900 | 1930 | 1950 | 1970 | 1981 | 1986 |
| ---- | ---- | ---- | ---- | ---- | ---- |
| 204  | 298  | 263  | 176  | 147  | 135  |

## Patrimonio
En el municipio se encuentran la iglesia de Santa María de Molsosa y el castillo de Enfesta.